# Hälsoappar

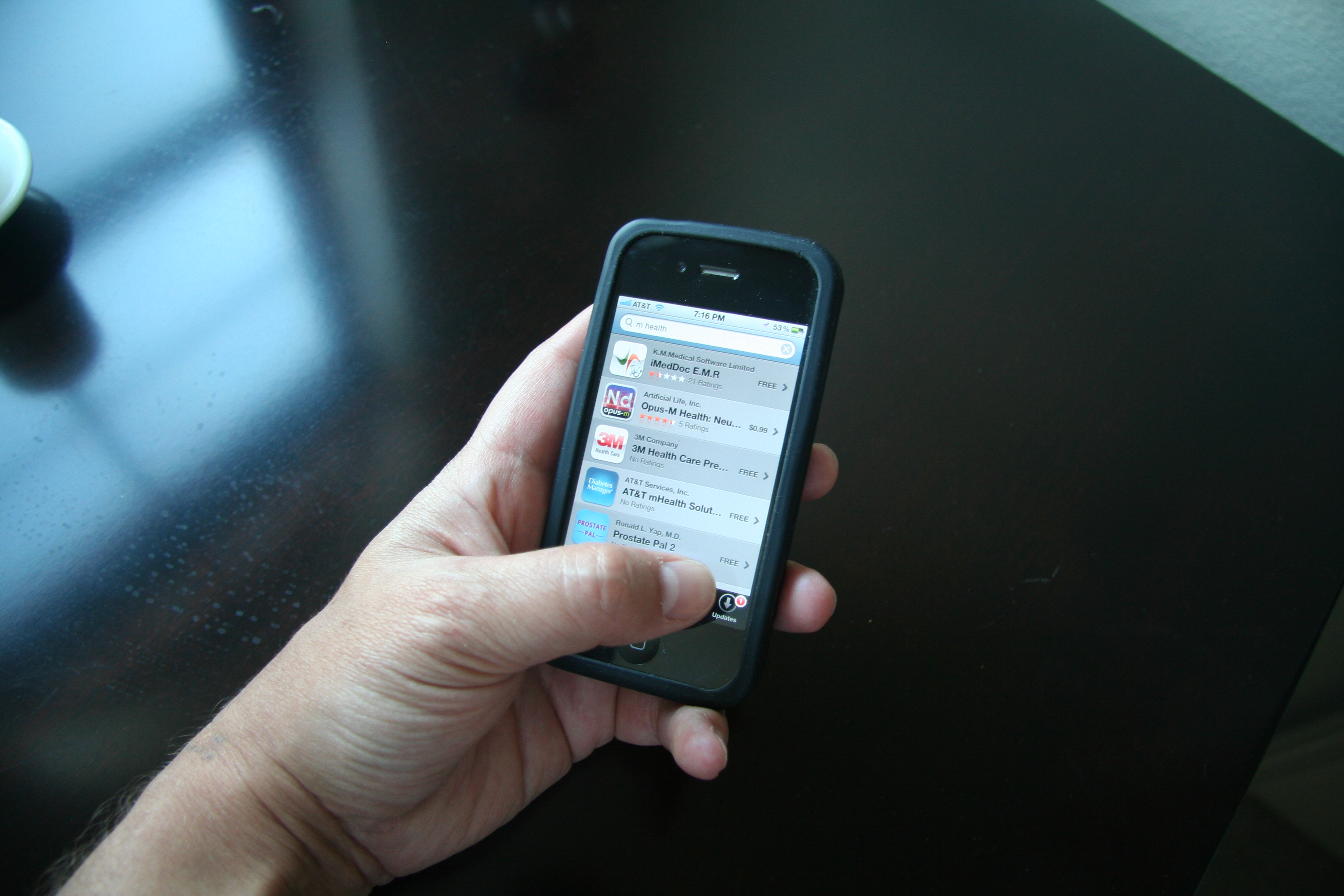
Hälsoappar i en smartmobil.

Hälsoappar är ett samlingsnamn för en rad olika appar som kan laddas ned till smarta mobiltelefoner och surfplattor. Hälsoapparna syftar till att användaren ska kunna få bättre kontroll över och påverka den egna hälsan och välbefinnandet. 
I dessa appar kan användaren registrera hur mycket man tränar, vad man äter, sömn, stress, alkoholintag med mera. Det finns också mer medicinska appar och e-tjänster. 
Under år 2015 fanns det över 100 000 appar för hälsa och välbefinnande, vilka laddades ned av användare i varierande grad. Förutom hälsoappar finns aktivitetsarmband och klockor med liknande funktioner.  I nuläget, 2016, finns appar för att ha koll på sina läkemedel, hörseltest och kontroll av diabetes.
Uppgifter om hälsa räknas i Sverige som känsliga uppgifter enligt personuppgiftslagen.

## Användning
Enligt en undersökning från 2018 använde 46 procent av de svenskar som hade en smart mobil en hälsoapp, och 12 procent använde det varje dag. Undersökningen visade även att användningen av hälsoappar var något vanligare bland kvinnor än bland män samt att användningen ökat kraftigt jämfört med föregående år.